# Red Bull Air Race World Series seizoen 2014

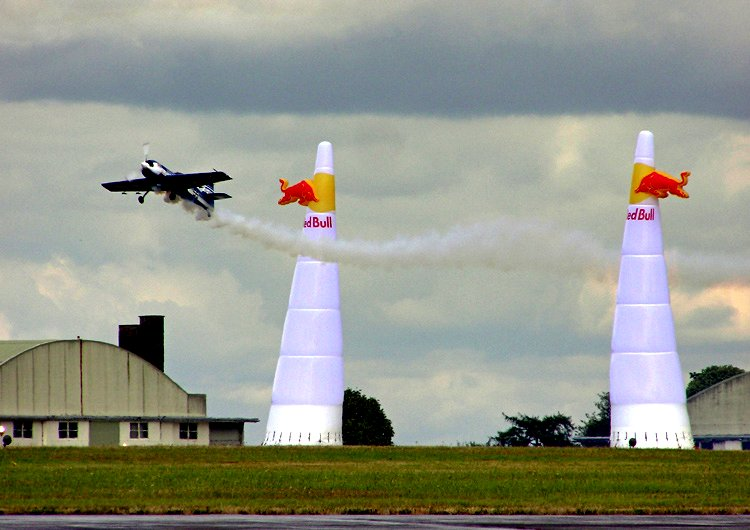
Red Bull Air Race

Het seizoen 2014 van de Red Bull Air Race World Series is het 9e Red Bull Air Race World Series-seizoen, en het eerste sinds 2010. Er worden acht wedstrijden gehouden.

## Kalender
- Op 15 juli 2014 werd de wedstrijd in China vervangen door de wedstrijd in Oostenrijk.

| 2014 Red Bull Air Race World Series | 2014 Red Bull Air Race World Series | 2014 Red Bull Air Race World Series     | 2014 Red Bull Air Race World Series |
| Nummer                              | Datum                               | Locatie                                 | Land                                |
| ----------------------------------- | ----------------------------------- | --------------------------------------- | ----------------------------------- |
| 1                                   | 28 februari & 1 maart               | Abu Dhabi                               | Verenigde Arabische Emiraten        |
| 2                                   | 12 & 13 april                       | Rovinj                                  | Kroatië                             |
| 3                                   | 17 & 18 mei                         | Putrajaya Lake, Putrajaya               | Maleisië                            |
| 4                                   | 26 & 27 juli                        | Gdynia                                  | Polen                               |
| 5                                   | 16 & 17 augustus                    | Ascot Racecourse, Ascot                 | Verenigd Koninkrijk                 |
| 6                                   | 6 & 7 september                     | Texas Motor Speedway, Fort Worth, Texas | Verenigde Staten                    |
| 7                                   | 11 & 12 oktober                     | Las Vegas, Nevada*                      | Verenigde Staten                    |
| 8                                   | 25 & 26 oktober                     | Red Bull Ring                           | Oostenrijk                          |

* Door slecht weer werd de racedag afgelast. De volgorde van de kwalificatie werd gebruikt als de definitieve uitslag.

## Uitslagen

### Master Class
| Winnaar | Tweede | Derde | Punten gescoord | Geen punten gescoord | DQ = Gedisqualificeerd | NG = Niet gestart | NF = Niet gefinisht | TP = Technische problemen |

| 2014 Red Bull Air Race World Series Uitslagen en Stand | 2014 Red Bull Air Race World Series Uitslagen en Stand | 2014 Red Bull Air Race World Series Uitslagen en Stand | 2014 Red Bull Air Race World Series Uitslagen en Stand | 2014 Red Bull Air Race World Series Uitslagen en Stand | 2014 Red Bull Air Race World Series Uitslagen en Stand | 2014 Red Bull Air Race World Series Uitslagen en Stand | 2014 Red Bull Air Race World Series Uitslagen en Stand | 2014 Red Bull Air Race World Series Uitslagen en Stand | 2014 Red Bull Air Race World Series Uitslagen en Stand | 2014 Red Bull Air Race World Series Uitslagen en Stand |
| Positie                                                | Piloot                                                 | UAE                                                    | CRO                                                    | MAS                                                    | POL                                                    | GBR                                                    | USA                                                    | USA                                                    | AUT                                                    | Aantal Punten                                          |
| ------------------------------------------------------ | ------------------------------------------------------ | ------------------------------------------------------ | ------------------------------------------------------ | ------------------------------------------------------ | ------------------------------------------------------ | ------------------------------------------------------ | ------------------------------------------------------ | ------------------------------------------------------ | ------------------------------------------------------ | ------------------------------------------------------ |
| 1                                                      | Nigel Lamb                                             | 5                                                      | 8                                                      | 1                                                      | 2                                                      | 2                                                      | 2                                                      | 2                                                      | 2                                                      | 62                                                     |
| 2                                                      | Hannes Arch                                            | 2                                                      | 1*                                                     | 2*                                                     | 1                                                      | 8                                                      | 8                                                      | 5                                                      | 4*                                                     | 53                                                     |
| 3                                                      | Paul Bonhomme                                          | 1                                                      | 2                                                      | 5                                                      | 5*                                                     | 1                                                      | 5                                                      | 7                                                      | 5                                                      | 51                                                     |
| 4                                                      | Nicolas Ivanoff                                        | 8                                                      | 5                                                      | 11                                                     | 6                                                      | 3                                                      | 1                                                      | 6                                                      | 1                                                      | 42                                                     |
| 5                                                      | Pete McLeod                                            | 3*                                                     | 4                                                      | 4                                                      | 8                                                      | 11*                                                    | 3*                                                     | 1*                                                     | 8                                                      | 38                                                     |
| 6                                                      | Matt Hall                                              | 4                                                      | 7                                                      | 3                                                      | 3                                                      | 5                                                      | 6                                                      | 4                                                      | 10                                                     | 33                                                     |
| 7                                                      | Matthias Dolderer                                      | 6                                                      | 9                                                      | 8                                                      | 11                                                     | 4                                                      | 4                                                      | 3                                                      | 11                                                     | 21                                                     |
| 8                                                      | Martin Šonka                                           | 7                                                      | 6                                                      | 6                                                      | 10                                                     | 9                                                      | 7                                                      | 8                                                      | 3                                                      | 18                                                     |
| 9                                                      | Yoshihide Muroya                                       | 9                                                      | 3                                                      | 10                                                     | 12                                                     | 6                                                      | 9                                                      | 9                                                      | 9                                                      | 10                                                     |
| 10                                                     | Kirby Chambliss                                        | 11                                                     | 10                                                     | 9                                                      | 4                                                      | 10                                                     | 10                                                     | 11                                                     | 7                                                      | 7                                                      |
| 11                                                     | Peter Besenyei                                         | 10                                                     | 11                                                     | 7                                                      | 7                                                      | 7                                                      | 12                                                     | 12                                                     | 12                                                     | 6                                                      |
| 12                                                     | Michael Goulian                                        | NG                                                     | 12                                                     | 12                                                     | 9                                                      | 12                                                     | 11                                                     | 10                                                     | 6                                                      | 3                                                      |

* De piloot verdiende een extra punt voor de snelste tijd in de kwalificatie.

### Challenger Class
De piloten moeten deelnemen aan ten minste drie evenementen, waarbij de beste drie resultaten meetellen voor het kampioenschap. De top 6 van het kampioenschap kwalificeerden zich voor de finale in Oostenrijk, waarbij het kampioenschap werd beslist.

#### Standen
| Winnaar | Tweede | Derde | Punten gescoord | Geen punten gescoord | DQ = Gedisqualificeerd | NG = Niet gestart | NF = Niet gefinisht | TP = Technische problemen |

| 2014 Red Bull Air Race World Series Uitslagen en Stand | 2014 Red Bull Air Race World Series Uitslagen en Stand | 2014 Red Bull Air Race World Series Uitslagen en Stand | 2014 Red Bull Air Race World Series Uitslagen en Stand | 2014 Red Bull Air Race World Series Uitslagen en Stand | 2014 Red Bull Air Race World Series Uitslagen en Stand | 2014 Red Bull Air Race World Series Uitslagen en Stand | 2014 Red Bull Air Race World Series Uitslagen en Stand | 2014 Red Bull Air Race World Series Uitslagen en Stand | 2014 Red Bull Air Race World Series Uitslagen en Stand | 2014 Red Bull Air Race World Series Uitslagen en Stand |
| Positie                                                | Piloot                                                 | UAE                                                    | CRO                                                    | MAS                                                    | POL                                                    | GBR                                                    | USA                                                    | USA                                                    | Aantal Punten                                          |                                                        |
| ------------------------------------------------------ | ------------------------------------------------------ | ------------------------------------------------------ | ------------------------------------------------------ | ------------------------------------------------------ | ------------------------------------------------------ | ------------------------------------------------------ | ------------------------------------------------------ | ------------------------------------------------------ | ------------------------------------------------------ | ------------------------------------------------------ |
| 1                                                      | François Le Vot                                        | 1                                                      | 1                                                      | 1                                                      |                                                        |                                                        |                                                        | 6                                                      | 30                                                     |                                                        |
| 2                                                      | Daniel Ryfa                                            | 2                                                      |                                                        | 3                                                      | 2                                                      |                                                        | 3                                                      |                                                        | 22                                                     |                                                        |
| 3                                                      | Tom Bennett                                            | 5                                                      | 2                                                      |                                                        | 3                                                      | 2                                                      |                                                        |                                                        | 22                                                     |                                                        |
| 4                                                      | Halim Othman                                           |                                                        |                                                        | 6                                                      |                                                        | 1                                                      |                                                        | 1                                                      | 20                                                     |                                                        |
| 5                                                      | Mikaël Brageot                                         | 6                                                      | 4                                                      |                                                        |                                                        |                                                        | 1                                                      | 3                                                      | 20                                                     |                                                        |
| 6                                                      | Petr Kopfstein                                         | 4                                                      |                                                        | 2                                                      | 4                                                      |                                                        |                                                        | 2                                                      | 20                                                     |                                                        |
| 7                                                      | Claudius Spiegel                                       |                                                        | 6                                                      |                                                        | 1                                                      | 3                                                      |                                                        |                                                        | 16                                                     |                                                        |
| 8                                                      | Juan Velarde                                           | 3                                                      |                                                        | 4                                                      |                                                        |                                                        | DSQ                                                    | 4                                                      | 14                                                     |                                                        |
| 9                                                      | Peter Podlunšek                                        |                                                        | 3                                                      | 5                                                      |                                                        | 5                                                      | 4                                                      |                                                        | 12                                                     |                                                        |
| 10                                                     | Cristian Bolton                                        |                                                        |                                                        |                                                        | 6                                                      | 6                                                      | 2                                                      |                                                        | 8                                                      |                                                        |
| 11                                                     | Luke Czepiela                                          |                                                        | 5                                                      |                                                        | 5                                                      | 4                                                      |                                                        | 5                                                      | 8                                                      |                                                        |

#### Finale
Bij het laatste evenement van het seizoen in Oostenrijk nam de top 6 van het kampioenschap deel aan een race om de kampioen van de Challenger Class te bepalen.
| # | Piloot          | Tijd     |
| - | --------------- | -------- |
| 1 | Petr Kopfstein  | 1:05.799 |
| 2 | Halim Othman    | 1:06.900 |
| 3 | Mikaël Brageot  | 1:08.112 |
| 4 | François Le Vot | 1:08.132 |
| 5 | Daniel Ryfa     | 1:15.180 |
| 6 | Tom Bennett     | DNS      |